# Heezeberg
De Heezeberg is een landgoed in het Drentse Diever in Nederland. Het landgoed omvat meer dan 21 hectare, waarvan ruim 10 hectare verpachte cultuurgrond en ongeveer 10 hectare gemengd bos.

## Geschiedenis
Het landgoed was tot 2012 vier generaties lang in handen van de familie Van Giffen. Professor Albert van Giffen (1884–1973), een Nederlands archeoloog, werd geboren als zoon van een hervormd predikant. Hij groeide op in Diever, waar hij zijn eerste ervaring met archeologie had. In 1930 kocht hij heidegrond bij Diever en liet daar de directiekeet van zijn opgraving in Ezinge neerzetten. Die keet werd zijn zomerhuis, "De Heezeberg". Hij verbleef er veel tijdens de zomermaanden en schreef er een groot aantal van zijn publicaties. In 1998 werd het toen 65-jaar oude zomerhuis vervangen door een recreatiewoning, eveneens "De Heezeberg" genaamd.
De rondom liggende bos- en weidegronden zijn broed- en leefgebied voor tal van vogelsoorten en kleine zoogdieren. Op het landgoed en in de omgeving werden resten aangetroffen van grafheuvels (circa 10.000 jaar v.Chr.) uit de Tjongercultuur. In de directe omgeving van "de Heezeberg" ligt een hunebed, dat door professor Van Giffen in 1953/1954 werd gerestaureerd. 
Thans staan op het landgoed twee vakantiehuizen: De Heezeberg en Het Woudhuis. Het landgoed staat bekend om haar fraaie natuurschoon, fauna en archeologische vondsten. Het landgoed grenst aan Nationaal Park Drents-Friese Wold. Het landgoed valt onder de Natuurschoonwet en is gedeeltelijk opengesteld voor voetgangers en fietsers.